# Bachs
Bachs é uma comuna da Suíça, situada no distrito de Dielsdorf, no cantão de Zurique. Tem 9,13 km² de área e sua população em 2018 foi estimada em 580 habitantes.